# بنیاد شاهنامه فردوسی
بنیاد شاهنامه فردوسی، یک مؤسسهٔ تحقیقاتی وابسته به وزارت فرهنگ و هنر، در سال ۱۳۵۰ با هدف پیشبرد پژوهش‌های مربوط به شاهنامه فردوسی، و تصحیح و انتشار متن انتقادی شاهنامه تأسیس شد.
هیئت امنای بنیاد متشکل از مجتبی مینوی، پرویز ناتل خانلری، یحیی مهدوی، حسین نصر، عباس زریاب خویی، محمدامین ریاحی و مهدی فروغ بودند. سرپرستی علمی بنیاد از ابتدای تأسیس بر عهدهٔ مجتبی مینوی بود که تا زمان درگذشت این سمت را داشت. از سال ۱۳۵۵ محمدامین ریاحی ریاست بنیاد را بر عهده گرفت.
فعالیت‌های بنیاد شامل گردآوری نسخه‌های شاهنامه و دیگر منابع پژوهشی مرتبط با شاهنامه از سراسر جهان، و ارزیابی آن‌ها به‌منظور تصحیح متن شاهنامه، و مقابله نسخه‌ها و تهیهٔ متن تصحیح‌شده از بخش‌های مختلف شاهنامه توسط پژوهشگران بنیاد بود. داستان رستم و سهراب (انتشار ۱۳۵۲) و داستان فرود به تصحیح مجتبی مینوی، و داستان سیاوش (انتشار ۱۳۶۳) حاصل بخشی از فعالیت‌های بنیاد بوده‌است. بنیاد شاهنامه یک نشریهٔ پژوهشی تحت عنوان سیمرغ منتشر می‌کرد.
پس از انقلاب اسلامی بنیاد شاهنامه همراه با چند مؤسسهٔ پژوهشی دیگر در پژوهشگاه علوم انسانی و مطالعات فرهنگی (وابسته به وزارت فرهنگ و آموزش عالی) ادغام شد.